# Haruma wage

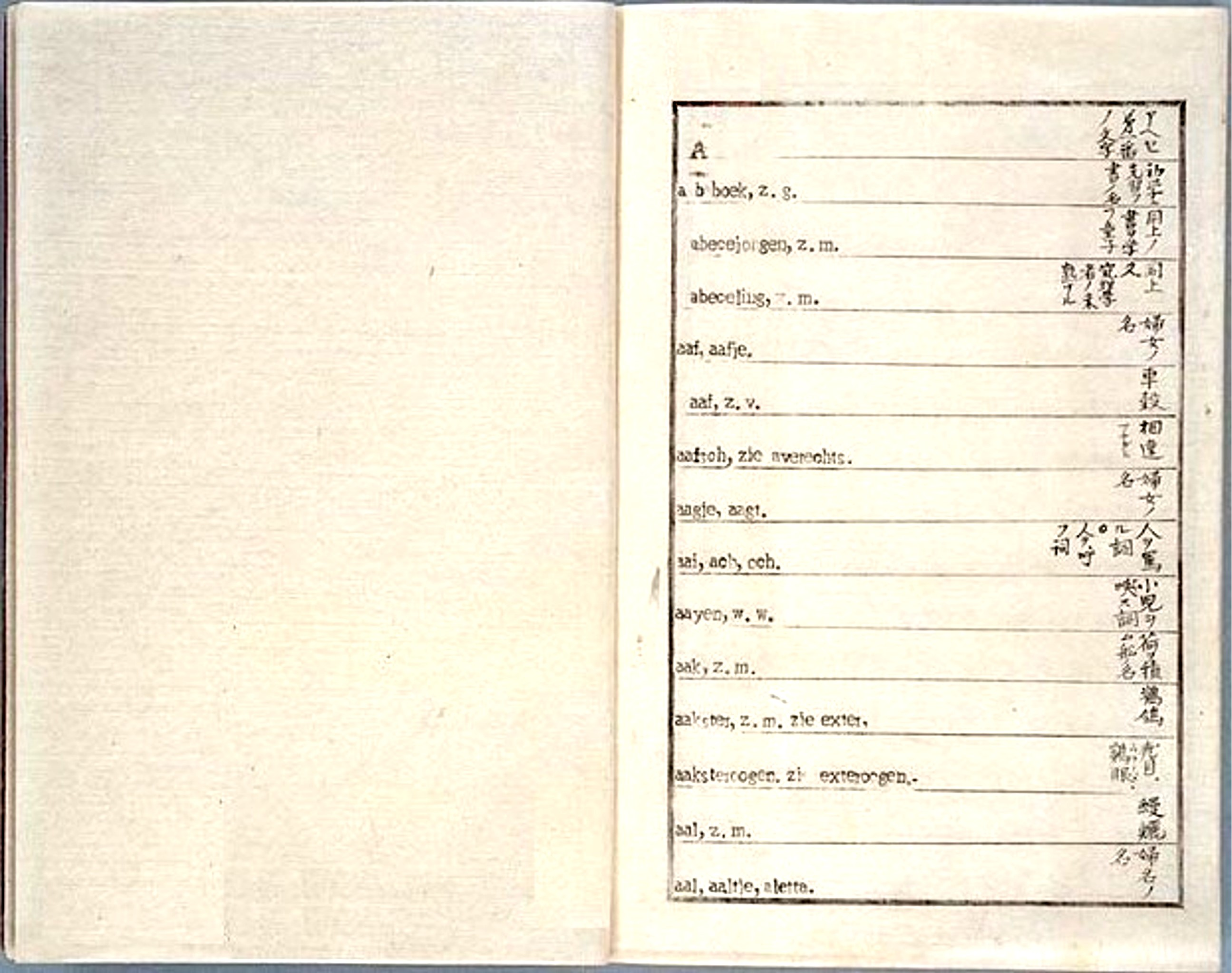
Haruma wage, Beginn

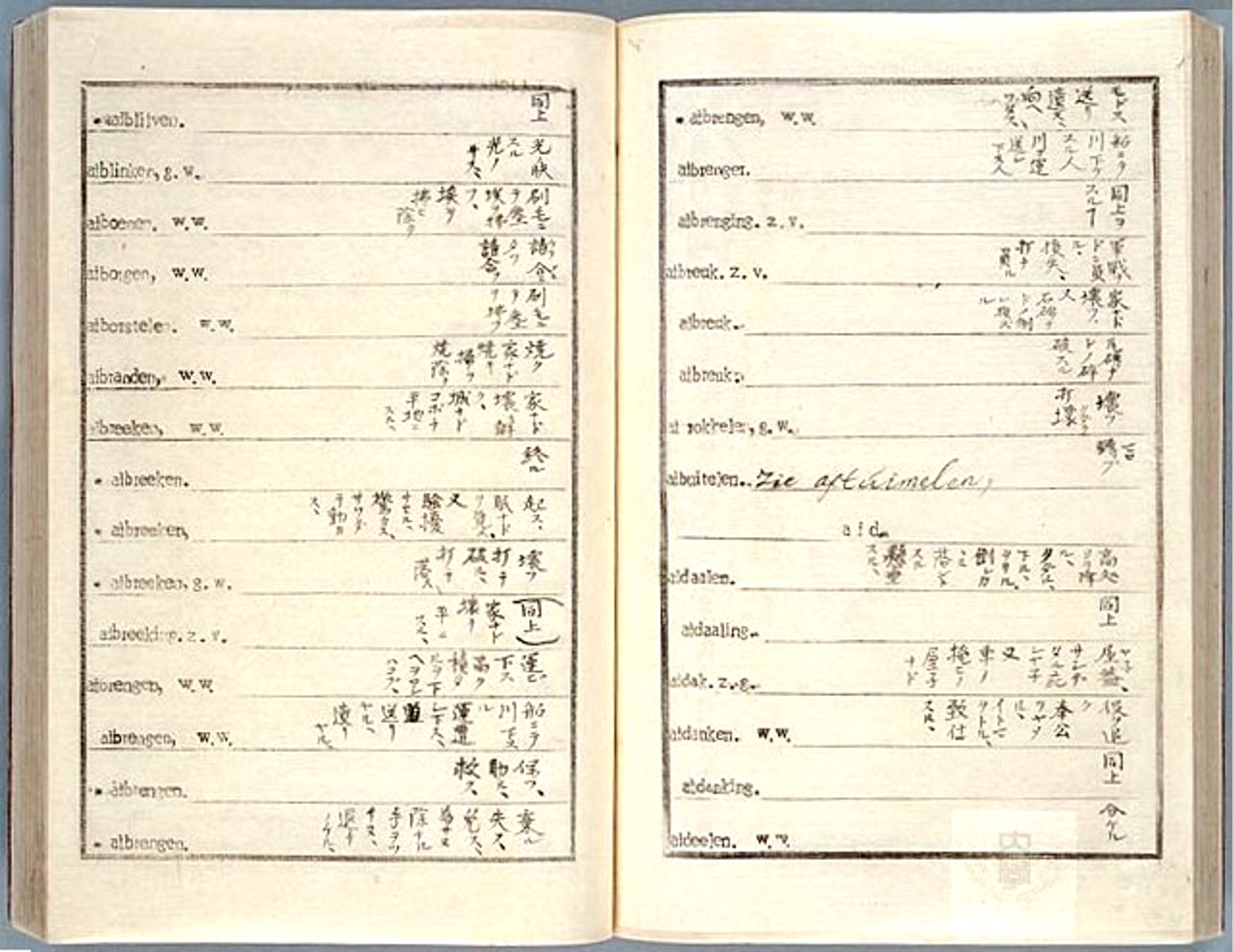
Haruma wage

Das Haruma wage (japanisch ハルマ和解 oder 波留麻和解) war das erste Niederländisch-Japanische Wörterbuch in Japan, erstellt in der späten Edo-Zeit.

## Übersicht

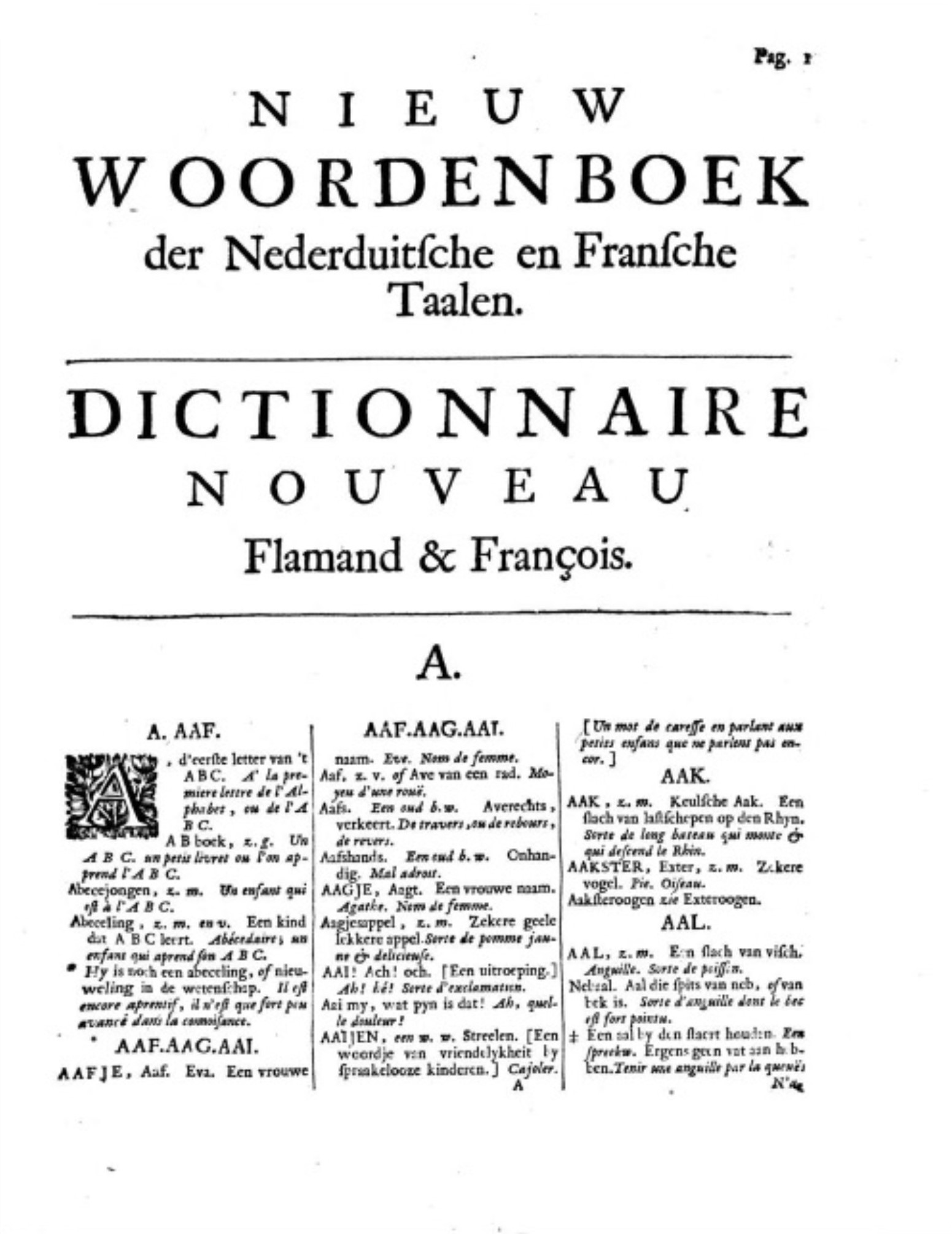
Halma Wörterbuch

Das Wörterbuch „Haruma wage“ basiert auf dem Wörterbuch des Niederländischen und Französischen von François Halma (1653–1722) „F. HALMA, NEDERDUITS WOORDENBOEK“, 2. Auflage 1729. „wage“ steht für „Übersetzung ins Japanische“. Die niederländischen Stichwörter wurden in Holzbuchstaben gedruckt, und die japanischen Übersetzungen wurden horizontal in Pinselschrift umgesetzt. 80.000 Wörter sollen geschrieben werden, aber die tatsächliche Zahl lag bei etwas mehr als 60.000.
Die Übersetzungen wurden von dem Rangaku-Gelehrten Inamura Sampaku (1758–1811) ausgeführt, der von Ishii Tsuneemon (石井恒右衛門; 1743–?), einem ehemaligen japanischen Übersetzer, von Okada Hosetsu (岡田 甫説), Udagawa Genzui (宇田川 玄随; 1756–1798) und Udagawa Genshin (宇田川 玄真; 1770–1835) unterstützt wurde. Ursprünglich gab es keinen japanischen Titel, den wählte Inamuras Schüler Fujibayashi Fuzan (藤林 普山; 1781–1836) in einer Rezension.
Das Werk, das im Japanischen 27 Bände umfasste, benötigte 13 Jahre bis zur Fertigstellung. Es wurden insgesamt 30 Ausgaben gedruckt.
In Nagasaki stellte der niederländische Kaufmann Zoof/Doof aus demselben Wörterbuch ein ausführlicheres niederländisch-japanisches Wörterbuch zusammen, so dass das oben beschriebene zur Unterscheidung auch „Edo Halma“ und das letztere „Zoof Halma“ oder „Nagasaki Haruma“ genannt wird.
Eine erweiterte Ausgabe wurde 1806 von Nakai Kōtaku (中井 厚沢; 1775–1832) in Kyōto veröffentlicht, gefolgt von einer vereinfachten Version von Fujibayashi Fuzan 1807.